# Аполлон Штуббендорфа

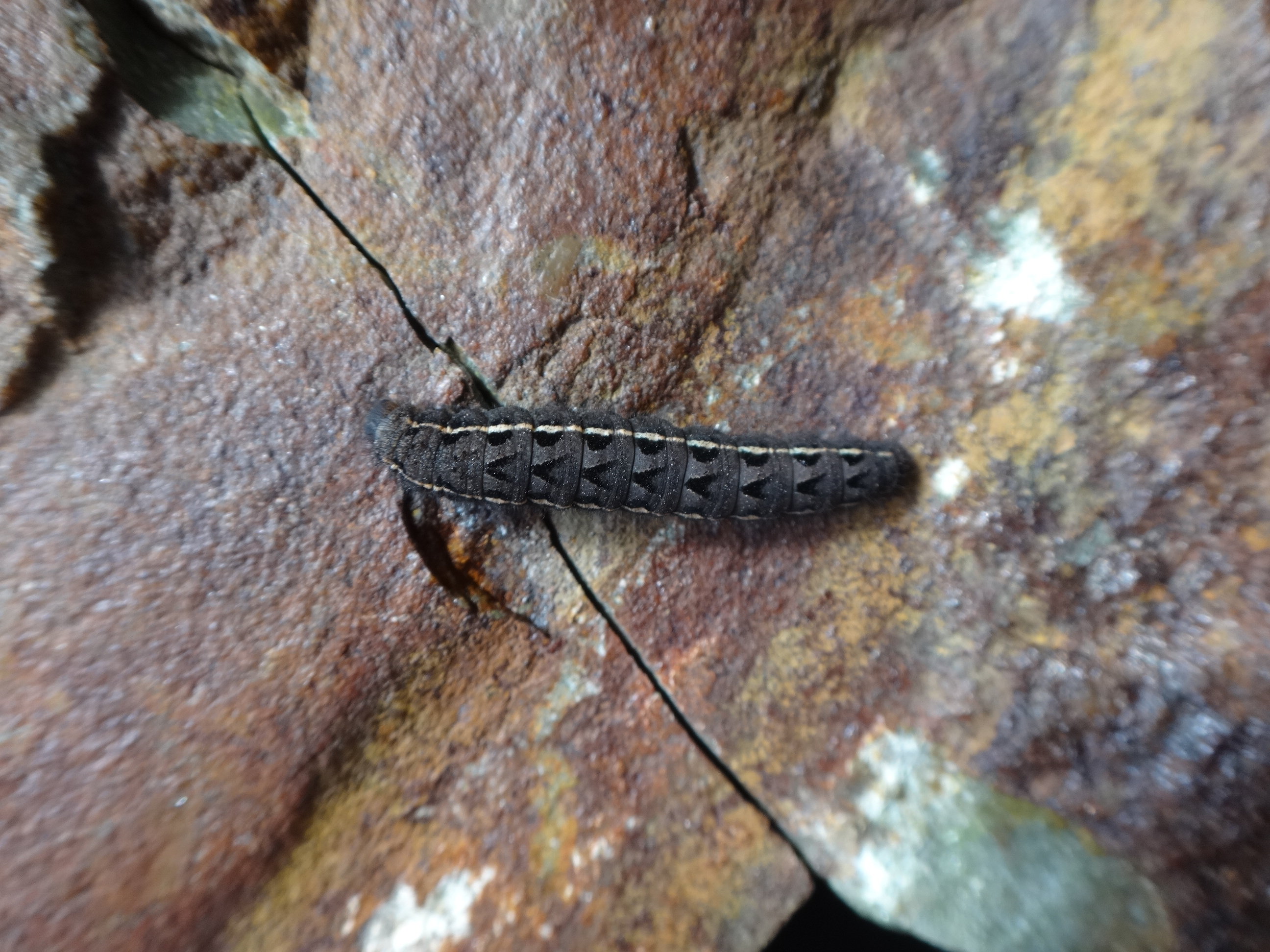
Гусеница Parnassius stubbendorfi

Парусник Штуббендорфа, или аполлон Штубендорфа ( Parnassius stubbendorfi) — дневная бабочка семейства Парусники (Papilionidae). Видовое название дано в честь М. Штубендорфа.

## Описание
Длина переднего крыла 24—32 мм. Размах крыльев 50—70 мм. Окраска крыльев белая или слегка желтоватая. Чёрные жилки чёткие, какие-либо пятна отсутствуют. Только у самок некоторых восточных популяций в центральной ячейке переднего крыла могут быть диффузные тёмные тени. У самца, при взгляде сбоку, ункус сужается постепенно. В роде Parnassius отличается наибольшей редукцией рисунка крыльев, который сводится к базальному зачернению заднего крыла и узкому черному напылению вдоль жилок.

## Вариабельность
Дает ряд географических форм, а также форм с индивидуальными изменениями. Отличия выражаются прежде всего в наличии прозрачных полос и пятен различной интенсивности на крыльях. При этом наблюдается закономерность, что прозрачные части на крыльях достигают наибольшего развития у южных форм, а по направлению к северу они постепенно уменьшаются.

## Подвиды
- Parnassius stubbendorfi stubbendorfi Ménétriés, 1849
- Parnassius stubbendorfi typicus Bryk, 1914
- Parnassius stubbendorfi standfussi Bryk, 1912
- Parnassius stubbendorfi bodemeyeri Bryk, 1914
- Parnassius stubbendorfi koreana Verity, 1907
- Parnassius stubbendorfi doii Matsumura, 1928
- Parnassius stubbendorfi esakii Nakahara, 1926
- Parnassius stubbendorfi kosterini Kreuzberg & Pljushch, 1922

## Ареал
Распространен от Алтая по Южной Сибири через Забайкалье до Монголии, Приамурья, Северо-Восточного и Центрального Китая, Приморья, Кореи и Японии.
На крайнем востоке Азии известен с островов Хоккайдо, Сахалин и Южных Курильских, но островные популяции отличаются по строению гениталий и иногда рассматриваются в качестве самостоятельного вида Parnassius hoenei Schweitzer, 1912; тем не менее, по устному сообщению Томоо Фудзиоки (T. Fujioka), они не изолированы репродуктивно. Вдоль побережья Охотского моря проникает на север до Магаданского заповедника.
Населяет щебнисто-травянистые и скалистые приморские склоны гор, лесные поляны, луга.

## Биология
Вторая половина июня — июль. Бабочки активны только в теплую солнечную погоду в середине дня. Полет медленны, парящий, с редкими взмахами крыльев. Бабочки посещают цветущие растения.

## Кормовые растения гусениц
Растения рода Хохлатка — Corydalis gigantaea, Corydalis ambigua, Corydalis bracteata в др.). Стадия гусеницы в мае — июне.